# Volta a Navarra
La Volta a Navarra (en castellà Vuelta a Navarra, en euskera Nafarroako Itzulia) és una competició ciclista per etapes que es disputa a la Comunitat Foral de Navarra. Durant la seva història ha combinat el caràcter de cursa professional amb la cursa amateur. Des del 2009 la cursa està reservada a ciclistes amb categoria elit i sub23.
Es disputa des de 1941, sent Julián Berrendero el primer vencedor. El ciclista que més vegades l'ha guanyat ha estat Mariano Díaz, amb tres edicions consecutives.

## Palmarès
| Any                    | Vencedor                      | Segon                          | Tercer                                   |
| ---------------------- | ----------------------------- | ------------------------------ | ---------------------------------------- |
| 1941                   | Julián Berrendero Martín      | José Jabardo Zaragoza          | Delio Rodríguez Barros                   |
| 1942-1954 No disputada |                               |                                |                                          |
| 1955                   | Antonio Jiménez Quílez        | Emilio Hernán Díaz Herrera     | Jesús Madrazo                            |
| 1956-1961 No disputada |                               |                                |                                          |
| 1962                   | Antonio Blanco Martínez       | Josep Suria                    | José Manuel Lasa Urquía                  |
| 1963                   | Mariano Díaz Díaz             | Francisco Martí Moreno         | José Manuel Lasa Urquía                  |
| 1964                   | Mariano Díaz Díaz             | Juan García Such               | Juan María Azkue                         |
| 1965                   | Mariano Díaz Díaz             | Domingo Perurena Telletxea     | José Luis Uribezubia Velar               |
| 1966                   | Juan Daniel Perera            | Jose Enrique Cifuentes         | Salvador Canet García                    |
| 1967                   | José Antonio González Linares | Miguel María Lasa              | José Alba Montiel                        |
| 1968                   | Josep Suria                   | José Luis Galdamez             | Germán Martín Saez                       |
| 1969                   | Lucien Van Impe               | Juan Santiago Zurano Jerez     | Ernie De Blaere                          |
| 1970                   | Andrés Oliva Sánchez          | Josep Pesarrodona Altimira     | José Casas García                        |
| 1971                   | Jose Luis Viejo               | Fernando Plaza                 | Martin Martínez                          |
| 1972                   | Carlos Ocaña Crespo           | Jaime Huélamo Huélamo          | Javier Mínguez                           |
| 1973                   | Enrique Martínez Heredia      | Antoni Vallori Mateu           | Joan Pujol Pagès                         |
| 1974                   | Santiago Segú Soriano         | Anastasio Greciano             | Rafael Ladrón de Guevara Ortiz de Urbina |
| 1975                   | Eulalio García Pereda         | Antonio Prieto Lozano          | Miguel Verdera                           |
| 1976 No disputada      |                               |                                |                                          |
| 1977                   | Anastasio Greciano            | Miguel Gutiérrez               | Ángel López del Álamo                    |
| 1978 No disputada      |                               |                                |                                          |
| 1979                   | Guillermo De La Pena          | Jesús Rodríguez Magro          | Juan Carlos Alonso Deteano               |
| 1980                   | Francis Garmendia             | Luis Vicente Otin              | Mikel Ugartemendia                       |
| 1981                   | Iñaki López Arregi            | René Bajan                     | Julián Gorospe Artabe                    |
| 1982                   | Antônio Silvestre             | Eduardo González Salvador      | Juan Alberto Reig                        |
| 1983                   | Oleh Petròvitx Txujda         | Peio Ruiz Cabestany            | Andrei Toporichev                        |
| 1984                   | Álvaro Fernández Fernández    | Miguel Indurain Larraya        | Manuel Guijarro                          |
| 1985                   | Jean-Claude Ronc              | Roque de la Cruz               | Emilio García Pérez                      |
| 1986                   | Carlos Muñiz Menéndez         | José Luis Morán                | Jesús Montoya Alarcón                    |
| 1987                   | Gabriel Roberto Sabbiao       | Gregory Dwiar                  | Jaime Tomás                              |
| 1988                   | Dmitri Jdànov                 | Scott Sunderland               | Vladislav Bóbrik                         |
| 1989                   | Francisco Ignacio San Román   | Luis Miguel Guerra             | José Luis Díaz Díaz                      |
| 1990                   | Roberto Lezaun Zubiria        | Javier Lazpiur                 | Santiago Crespo                          |
| 1991                   | Alfredo Irusta Sampedro       | Danny Alaerts                  | Ignacio Duque Martínez                   |
| 1992                   | Agustín Sagasti Alegría       | Manuel Fernández Ginés         | José Luis Arrieta Lujambio               |
| 1993                   | Óscar López Uriarte           | Alfonso Roberto Rodríguez      | Miguel Ángel Peña Cáceres                |
| 1994                   | Santiago Blanco Gil           | Javier Pascual Rodríguez       | Manuel Beltrán Martínez                  |
| 1995                   | Serguei Ivanov                | Brett Dennis                   | Oleg Timofeev                            |
| 1996                   | José Vicente García Acosta    | Christophe Paulvé              | David Cancela Matellano                  |
| 1997                   | Artur Babaitsev               | José Francisco Jarque Canelles | Carlos Sastre Candil                     |
| 1998                   | Eduard Gritsun                | Mikel Artetxe Guezuraga        | Bram de Groot                            |
| 1999                   | Óscar García Lago             | José Urea Pulido               | Francisco Javier Vila Errandonea         |
| 2000                   | Carmelo Maurici               | Dimitri Parfimovitch           | Gustavo Mario Toledo                     |
| 2001                   | Julen Fernández               | Egoi Martínez de Esteban       | Juan Gomis                               |
| 2002                   | Alberto Hierro Seco           | Dionisio Galparsoro            | Iñigo Urretxua                           |
| 2003                   | Santiago Segú Pombo           | Balázs Rothmer                 | Aketza Peña Iza                          |
| 2004                   | Alexei Bugrov                 | Antonio Berasategi             | Jorge Nogaledo                           |
| 2005                   | Pàvel Brut                    | Juan Carlos López              | Francisco Gutiérrez Álvarez              |
| 2006                   | Jesús Tendero                 | Pàvel Brut                     | Donato Cannone                           |
| 2007                   | Maurizio Biondo               | Luis Roberto Álvarez           | Aleksei Sxebelin                         |
| 2008                   | Diego Tamayo                  | Eriz Ruiz de Erentxun          | Valeri Dmítriev                          |
| 2009                   | Francisco Terciado            | César Fonte                    | Thomas Lebas                             |
| 2010                   | Víctor de la Parte González   | Daniel Plaza Aira              | Daniel Ricardo Díaz                      |
| 2011                   | Antoine Lavieu                | Yelko Gómez                    | Adrián Alvarado                          |
| 2012                   | Steve Bekaert                 | Tim Wellens                    | Joseba del Barrio                        |
| 2013                   | Antonio Molina Canet          | Higinio Fernández              | Miguel Ángel Benito                      |
| 2014                   | Antonio Pedrero López         | Jakub Kaczmarek                | Arnau Solé Vall                          |
| 2015                   | Mikel Iturria Segurola        | Jorge Arcas                    | Fernando Barceló Aragón                  |
| 2016                   | Richard Carapaz Montenegro    | Jonathan Cañaveral             | Josu Zabala                              |
| 2017                   | Harm Vanhoucke                | Jaime Castrillo                | Óscar Pelegrí                            |
| 2018                   | Francesco Romano              | Antonio Jesús Soto             | Óscar Linares                            |
| 2019                   | Jefferson Cepeda              | Kobe Goossens                  | Camilo Castro                            |
| 2020-21 Anul·lada      |                               |                                |                                          |
| 2022                   | Andrew Vollmer                | Harrison Wood                  | Enekoitz Azparren                        |
| 2023                   | Hugo Aznar                    | Simone Carrò                   | David Delgado Higueruelo                 |
| 2024                   | Alex Díaz Álvarez             | Iker Trigo                     | Nil Gimeno                               |